# Lays-sur-le-Doubs
 Lays-sur-le-Doubs  es una población y comuna francesa, en la región de Borgoña, departamento de Saona y Loira, en el distrito de Louhans y cantón de Pierre-de-Bresse, atravesada por el río Doubs.

## Demografía
| 241 | 218 | 232 | 192 | 170 | 147 |
| Para los censos de 1962 a 1999 la población legal corresponde a la población sin duplicidades (Fuente: INSEE [Consultar]) |     |     |     |     |     |